# Liston
Liston (pronunciado "listón") es una palabra véneta utilizada en varias ciudades del Véneto, en las regiones limítrofes y las antiguas posesiones de la República de Venecia para indicar un lugar particular de la ciudad, generalmente una plaza o una parte de ella. El término liston (en plural listoni) designa las largas placas de mármol utilizadas para la pavimentación de las plazas: de él deriva la locución far el liston, que significa precisamente "pasear por la plaza".
Varias ciudades del Véneto tienen su liston: en Venecia se llama así el paseo en la Piazza San Marco que va desde debajo del reloj a las columnas de Marco y Todaro, en Verona indica la parte oeste de la Piazza Bra, en Padua indica una parte del Prato della Valle, en Belluno el liston se encuentra en la Piazza dei Martiri (también llamada Campedel), y en Rovigo designa la parte central de la Piazza Vittorio Emanuele II, antiguamente Piazza Maggiore. En Trieste, que tiene fuertes vínculos con la cultura véneta (en la ciudad se habla el triestino, una variante del idioma véneto), se llama así el Corso Italia, e incluso en la isla griega de Corfù los habitantes usan todavía hoy esta palabra para indicar el paseo principal.

## Véneto

### Belluno

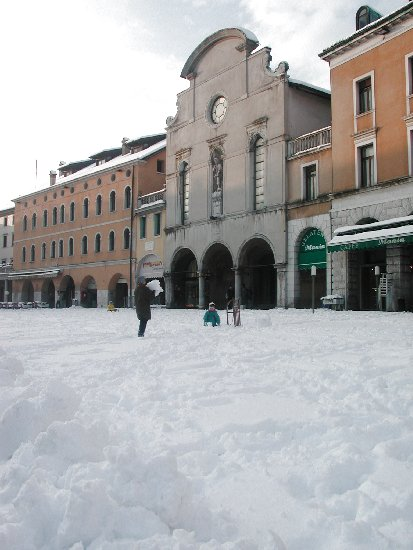
El liston de Belluno cubierto por la nieve.

La Piazza dei Martiri (también llamada Campedél) de Belluno recibe el apodo de "salón" de la ciudad. La plaza tiene una forma semicircular y algunos historiadores afirman que esta forma procede del radio de alcance de las bombas colocadas antiguamente en la cima de la torre de las murallas de la ciudad, que actualmente no se conserva. La plaza se encuentra inmediatamente fuera de las murallas del centro histórico.
El liston es una larga acera de piedra gris que une los dos extremos de la plaza a modo de diámetro del semicírculo; empieza y termina en el mismo lugar en el que empiezan y terminan los pórticos. Según la tradición, se construyó durante la dominación de la República de Venecia. También en Belluno se suele decir Son 'ndat a far an pèr de vasche sul listón (en el dialecto local, "he ido a dar un par de pasos por el liston").
En 2011 se propuso un proyecto de remodelación de la plaza que mantenía el histórico liston pero eliminaba la calle que discurre a lo largo del lado sur.

### Padua

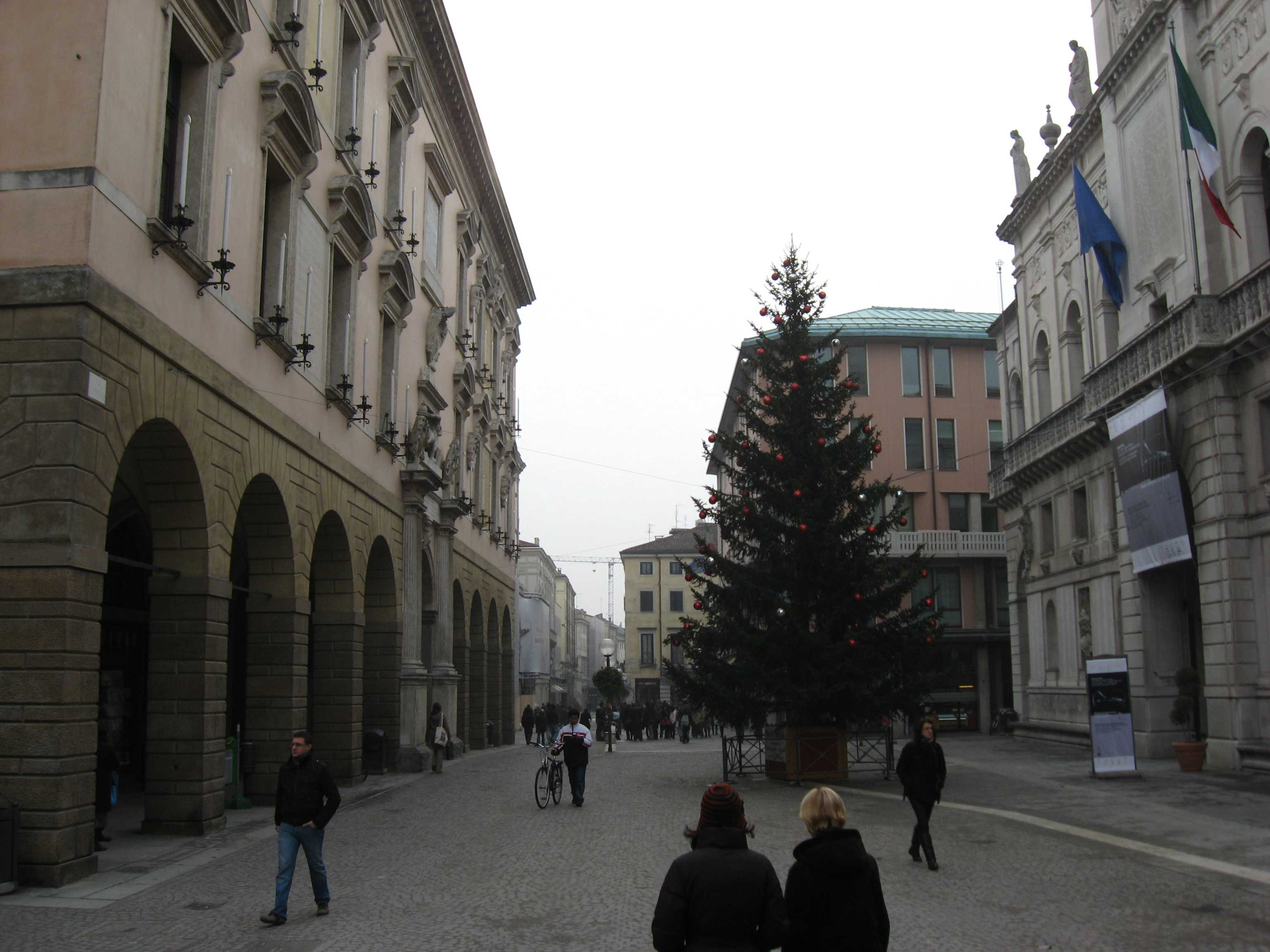
El liston de la Via VIII Febbraio de Padua en Navidad de 2007: a la izquierda el Bò, a la derecha el Ayuntamiento.

En Padua se ha designado históricamente con el nombre de liston el tramo oeste de Prato della Valle, situado frente a la Loggia Amulea y pavimentado con traquitas en la primera mitad del siglo XIX por el arquitecto Giuseppe Jappelli. Se trata de un paseo característico en el que los sábados y en varias ocasiones se realizan, como en todo el Prato della Valle, animados mercados al aire libre.
En los últimos años se ha extendido la costumbre de llamar con el nombre de liston también a las céntricas Via Umberto I, Via Roma, Via VIII Febbraio y Via Cavour (en eje con el liston del Prato, situado más al sur), especialmente tras la peatonalización de la zona, realizada por la administración municipal a partir de mediados de los años ochenta hasta los años 2000. Por tanto, la denominación de estas calles como liston es impropia, si no incorrecta; no obstante ha entrado en el lenguaje común de los periódicos y las televisiones locales. A fin de cuentas, es un término que se aplica bien a estas calles debido a que la peatonalización de la zona ha creado un gran paseo de Prato della Valle a la Piazza Garibaldi.

### Rovigo
En Rovigo hay un liston en las dos plazas principales del centro histórico, la Piazza Vittorio Emanuele II y la Piazza Garibaldi. En el liston de esta última también está trazado el antiguo perímetro de la iglesia de Santa Giustina, demolida en 1809.

### Venecia

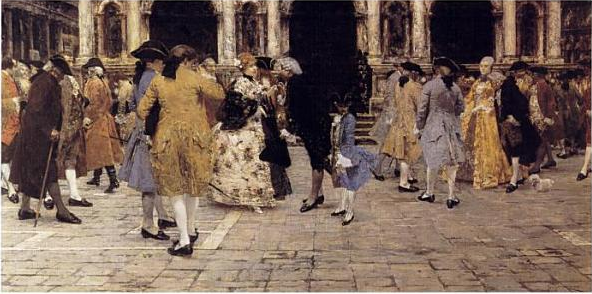
El Liston (1884), de Giacomo Favretto (1849-1887).

Durante muchos siglos el Camo Santo Stefano fue el lugar predilecto de paseo y encuentro para los venecianos. Era una zona de hierba que incluía un liston de piedra. El término "dar un paseo" en el dialecto veneciano es todavía andare al liston.
Posteriormente el término liston se usó para designar a la Piazza San Marco, descrita como el "lugar de encuentro de los paseantes y el salón de moda de Venecia".
El escritor veneciano del siglo XVIII Giovanni Rossi (1776-1852) describió el liston de la elegante zona cerca de la iglesia de Santo Stefano. Durante el carnaval los jóvenes nobles se pavoneaban allí llevando capas de tabàro y la "máscara más civilizada", la baùta.
Aunque también podían pasear por allí la gente común, según Rossi, "su educación indicaba que los plebeyos debían dejar a los nobles su espacio en libertad."
Giacomo Favretto mostró El Liston en su cuadro de 1884, en el que podemos ver figuras con ropas elegantes caminando y charlando en el centro de Venecia.

### Verona

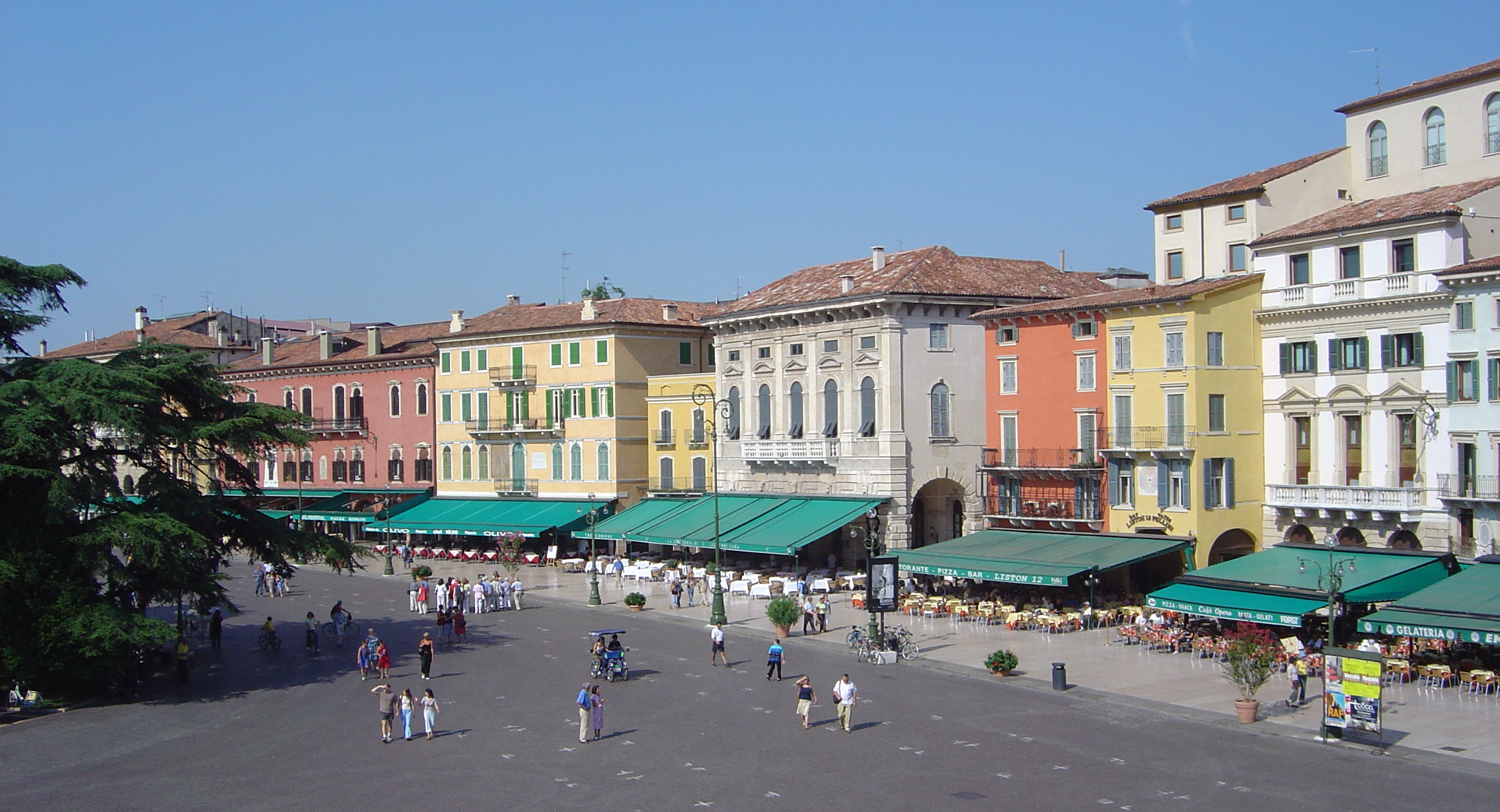
El liston de Verona.

En Verona el liston es la larga acera que bordea la Piazza Bra por el lado oeste y que une el Corso Porta Nuova con la Via Mazzini. Parte del liston se ha dado en concesión a los muchos bares que hay allí, que con los años han creado un amplio espacio de mesas, utilizables también en invierno. Es, junto con los escaparates de las tiendas de la Via Mazzini, el lugar tradicional de paseo de los veroneses en los fines de semana: los veroneses dicen far do vasche sul liston (en el dialecto local, "dar paseos por el liston").

## Emilia-Romaña

### Ferrara
También Ferrara tiene su liston, llamado listone, al lado de la Catedral, en la antigua Piazza delle Erbe, que actualmente se llama Piazza Trento e Trieste. Ferrara, debido a su posición geográfica aislada, aunque forma parte de la Emilia, posee muchas características vénetas y se considera un puente entre las culturas véneta y emiliana.

## Grecia

### Corfú

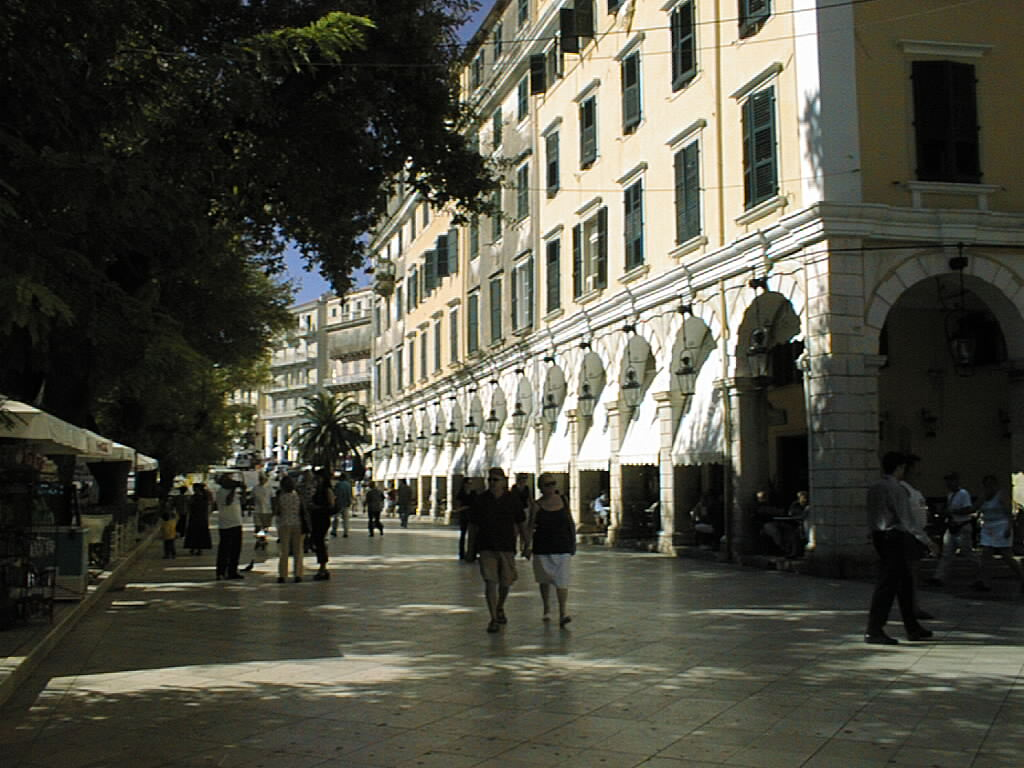
El liston de Corfú.

En Corfú el liston, con sus numerosas cafeterías y bares, recorre un lado de la plaza principal de la ciudad, llamada Spianada. Fue construido en 1807 por el comisario imperial Mathieu de Lesseps durante la ocupación francesa y se inspira en la Rue de Rivoli de París. La Spianada es una zona encantadora de la ciudad de Corfú, un espacio urbano abierto para pasear relajados, leer o charlar frente a un café griego, un café frappé o la cerveza de jengibre local. En la misma Spianada durante los fines de semana se juegan partidas de cricket. Corfú es el único lugar de Grecia donde se practica este deporte, un legado de los ingleses. En esta misma plaza se sitúa también el imponente palacio de San Miguel y San Jorge, que alberga una colección de arte oriental, y es uno de los símbolos de la presencia de los ingleses en la isla durante cincuenta años.
Fueron los franceses quienes transformaron la Spianada en una plaza pública. Hasta principios del siglo XIX era un gran espacio que se dejaba vacío por fines defensivos. Los árboles plantados por los franceses crearon una de las plazas más bonitas de toda Grecia.
Brewster Chamberlin la dedicó en 2005 el poema Along the Liston, Corfu, en el que describía el liston como un lugar bullicioso y a la vez idóneo para sentarse relajado, tomar algo y mirar a los paseantes.